# C21H28O
化学式C21H28O（摩尔质量：296.454 g/mol）可能指：
- PH10，CAS号：21321-89-1
- S42 (药物)，CAS号：？

|  | 这个同类索引页列出了具有相同分子式的化学物（即同分異構體）条目。 除非您是有意链接至本页，否则应将相应条目的内部链接指向正确的条目。 |